# Saint-Côme-du-Mont
Saint-Côme-du-Mont est une ancienne commune française du département de la Manche et de la région Normandie, peuplée de 460 habitants.
Le 1er janvier 2016, Saint-Côme-du-Mont fusionne avec les communes d'Angoville-au-Plain, Carentan et Houesville pour former la commune nouvelle de Carentan-les-Marais.

## Géographie
La commune est à l'est du Cotentin dans la région naturelle du Plain. Son bourg est à 4 km au nord-est de Carentan et à 9,5 km au sud de Sainte-Mère-Église.
La commune est associée au transport en commun départemental par bus (Manéo) via la ligne 001 Cherbourg-Octeville - Valognes - Carentan - Saint-Lô.
| Houesville | Angoville-au-Plain | Angoville-au-Plain       |
| Appeville  | Saint-Côme-du-Mont | Brévands                 |
| Auvers     | Carentan           | Saint-Hilaire-Petitville |

## Toponymie
Le nom de la localité est attesté sous la forme ecclesia de Sancto Cosma en 1332.
L'hagiotoponyme fait référence à Côme ainsi qu'à son frère Damien, des « anargyres ».
Le déterminant -du-mont s'explique par le site en légère élévation par rapport à la campagne environnante du Plain.
Le gentilé est Saint-Cômais.

## Histoire
Sont passés par Saint-Côme pour le meilleur et le pire : Saint Louis en 1256, le roi d'Angleterre Édouard III en 1346, Du Guesclin en 1348, Louis XVI en 1786, Rommel en 1940 et le général de Gaulle en 1960.

### Antiquité
Charles de Gerville y voit la Crociatonum romaine, capitale des Unelles. Elle aurait été établie sur les hauteurs de Saint-Côme afin de surveiller l'important carrefour de voies qui s'y développa. La cité aurait été totalement détruite par les invasions barbares, et aurait été rétablie au début du Moyen Âge, au cœur du marais, à l'emplacement de la ville actuelle de Carentan.
En 1760, il fut retrouvé un cercueil en plomb (rareté architecturale), qui n'a pas été conservé, et dont la description faite à l'époque de sa découverte permet de l'attribuer à l'Antiquité. Il aurait livré des monnaies romaines dont les plus tardives seraient du IIIe siècle. Généralement, l'emploi de ce type de cercueil en plomb dans nos régions est daté du IVe siècle.

### Moyen âge
Un Richard de Mary était aux côtés de Guillaume le Conquérant et figure sur la liste de Dives ; la famille Mary a toujours sa rue à Saint-Côme. Vers l'an 1200, la dîme des pêcheries du fief de Mary perçues par l'abbaye de Saint-Sauveur-le-Vicomte est commuée en une rente annuelle de 300 anguilles.
Une importante foire annuelle s'y tenait le 27 septembre. Elle alimentait en poulains du Cotentin les marchands de chevaux du Pays de Caux et de la Picardie.
Au Moyen âge, alors que le trait de côte était plus à l'intérieur des terres, les navires de mer pouvaient remonter jusqu'au nord de Carentan, aux Ponts-d'Ouve, où s'effectuait le déchargement et le transfert de leurs marchandises sur des nacelles (petit navire) de rivière. Les comptes de 1370-1375 font état de livraisons de vin destinées aux garnisons tenant le siège du château de Saint-Sauveur-le-Vicomte et, plus tard, en 1522, il est fait mention d'une livraison de statues destinées à l'abbaye de Saint-Sauveur-le-Vicomte.

## Politique et administration
| Période                                                                                 | Période       | Identité                          | Étiquette | Qualité              |
| --------------------------------------------------------------------------------------- | ------------- | --------------------------------- | --------- | -------------------- |
| 1792                                                                                    | 1792          | François G. Avril                 |           |                      |
| 1792                                                                                    | 1794          | Pierre Tostain                    |           |                      |
| …1794                                                                                   |               | Jean François Morel               |           |                      |
| …1795                                                                                   |               | Pierre Joseph-Lafosse             |           |                      |
| 1794                                                                                    | 1796          | Gilles Leprieur                   |           |                      |
| 1796                                                                                    | 1798          | J. François Colette               |           |                      |
| …1798                                                                                   |               | Hyacinthe L. Blanche              |           |                      |
| 1798                                                                                    | 1804          | François Avril                    |           |                      |
| 1804                                                                                    | 1805          | P. Joseph-Lafosse et J. Belin     |           | faisant fonction     |
| 1805                                                                                    | 1821          | R. Joseph Lafosse                 |           |                      |
| 1822                                                                                    | 1833          | François Avril-Manneval           |           |                      |
| 1833                                                                                    | 1836          | Richard Avril                     |           |                      |
| 1836                                                                                    | 1844          | Pierre Joseph-Lafosse             |           | Cultivateur          |
| 1844                                                                                    | 1846          | Pierre Drieu                      |           |                      |
| 1846                                                                                    | 1848          | R. Joseph-Lafosse                 |           |                      |
| 1848                                                                                    | 1852          | Jacques Duval                     |           |                      |
| 1852                                                                                    | 1878          | Thomas Belin                      |           |                      |
| 1878                                                                                    | 1881          | Émile Allix-Courboy               |           |                      |
| 1881                                                                                    | 1884          | Thomas Belin                      |           |                      |
| 1884                                                                                    | 1884          | Émile Allix-Courboy               |           |                      |
| 1884                                                                                    | 1888          | X. Le Vaillant de Folleville      |           |                      |
| 1888                                                                                    | 1892          | Jean-Michel Hervieu               |           |                      |
| 1892                                                                                    | 1893          | X. Le Vaillant de Folleville      |           |                      |
| 1893                                                                                    | 1919          | Désiré Bauche                     |           |                      |
| 1919                                                                                    | 1925          | Octave Bouffard                   |           |                      |
| 1925                                                                                    | 1937          | Alfred Villand                    |           |                      |
| 1937                                                                                    | 1939          | Léon Jean                         |           |                      |
| 1939                                                                                    | 1941          | Charles Anfray                    |           |                      |
| 1941                                                                                    | 1947          | Gustave Laurence                  |           |                      |
| 1947                                                                                    | 1983          | Maurice Le Vaillant de Folleville |           | Agriculteur          |
| mars 1983                                                                               | 1984          | Adrien Saint                      |           | Chef d'entreprise    |
| septembre 1984                                                                          | avril 2014    | Pierre Fauvel                     | DVD       | Cadre commercial     |
| avril 2014                                                                              | décembre 2015 | Danièle Giot                      | SE        | Secrétaire retraitée |
| Une partie des données est issue d'une liste établie par Jean Pouëssel et Rémy Villand. |               |                                   |           |                      |

Le conseil municipal était composé de quinze membres dont le maire et deux adjoints.
| Période      | Période  | Identité             | Étiquette | Qualité                      |
| ------------ | -------- | -------------------- | --------- | ---------------------------- |
| janvier 2016 | mai 2020 | Danièle Giot         | SE        | Secrétaire retraitée         |
| mai 2020     | 2023     | Bernard Denis,       | SE        | Éducateur                    |
| nov. 2023    |          | Jean-Pierre Lhonneur | LR        | Maire de Carentan-Les-Marais |

## Démographie
L'évolution du nombre d'habitants est connue à travers les recensements de la population effectués dans la commune depuis 1793. À partir du 1er janvier 2009, les populations légales des communes sont publiées annuellement dans le cadre d'un recensement qui repose désormais sur une collecte d'information annuelle, concernant successivement tous les territoires communaux au cours d'une période de cinq ans. 
Pour les communes de moins de 10 000 habitants, une enquête de recensement portant sur toute la population est réalisée tous les cinq ans, les populations légales des années intermédiaires étant quant à elles estimées par interpolation ou extrapolation. Pour la commune, le premier recensement exhaustif entrant dans le cadre du nouveau dispositif a été réalisé en 2006,.
En 2022, la commune comptait 460 habitants, en évolution de −8,73 % par rapport à 2016 (Manche : +0,44 %, France hors Mayotte : +2,49 %).
Saint-Côme-du-Mont a compté jusqu'à 849 habitants en 1866.
| 1793 | 1800 | 1806 | 1821 | 1831 | 1836 | 1841 | 1846 | 1851 |
| ---- | ---- | ---- | ---- | ---- | ---- | ---- | ---- | ---- |
| 654  | 769  | 805  | 795  | 733  | 766  | 739  | 802  | 788  |

| 1856 | 1861 | 1866 | 1872 | 1876 | 1881 | 1886 | 1891 | 1896 |
| ---- | ---- | ---- | ---- | ---- | ---- | ---- | ---- | ---- |
| 821  | 845  | 849  | 734  | 743  | 711  | 681  | 682  | 688  |

| 1901 | 1906 | 1911 | 1921 | 1926 | 1931 | 1936 | 1946 | 1954 |
| ---- | ---- | ---- | ---- | ---- | ---- | ---- | ---- | ---- |
| 654  | 640  | 610  | 505  | 526  | 542  | 567  | 607  | 593  |

| 1962 | 1968 | 1975 | 1982 | 1990 | 1999 | 2006 | 2011 | 2016 |
| ---- | ---- | ---- | ---- | ---- | ---- | ---- | ---- | ---- |
| 567  | 542  | 486  | 435  | 404  | 458  | 494  | 546  | 504  |

| 2019 | - | - | - | - | - | - | - | - |
| ---- | - | - | - | - | - | - | - | - |
| 498  | - | - | - | - | - | - | - | - |

## Économie
La commune se situe dans la zone géographique des appellations d'origine protégée (AOP) beurre d'Isigny et crème d'Isigny.

## Lieux et monuments

### L'église Saint-Côme-et-Saint-Damien
L'église Saint-Côme-et-Saint-Damien des XIe, XIIe – XXe siècle, ancienne prieurale clunisienne, et son cimetière classés au titre des monuments historiques par arrêté du 18 mai 1946. L'édifice conserve des fenêtres flamboyantes et un clocher du XVIe siècle, avec une flèche en pierre, reconstruit après 1944, de beaux portails roman et un portail latéral Renaissance. Elle abrite des fonts baptismaux du XIVe siècle avec colonnes sculptées et fleur de lis sur la cuve et un bas-relief du XIIe siècle Le Renard et la Cigogne classés au titre objet, de même qu'un voile de calice du XVIIe siècle.

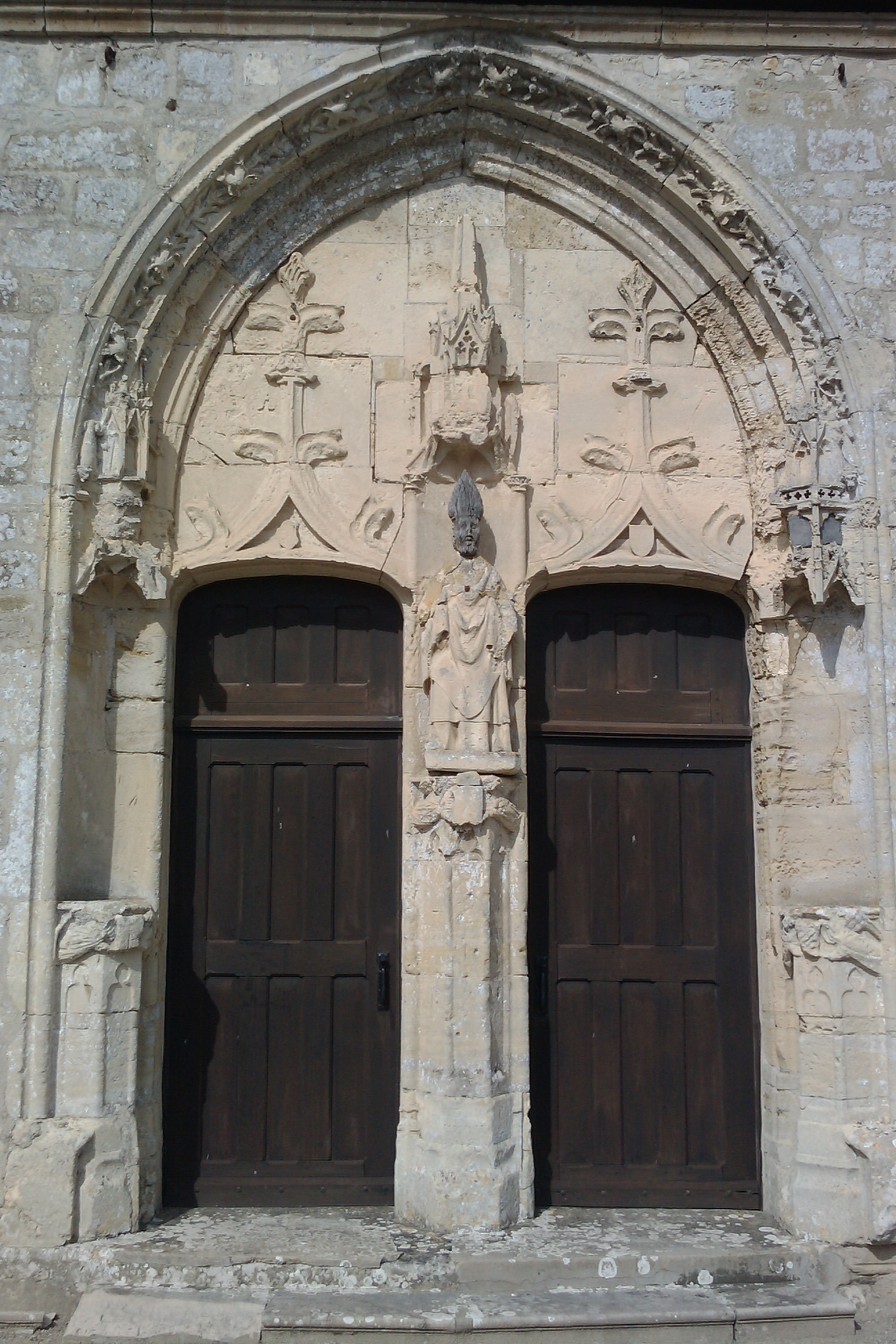
Le portail méridional.
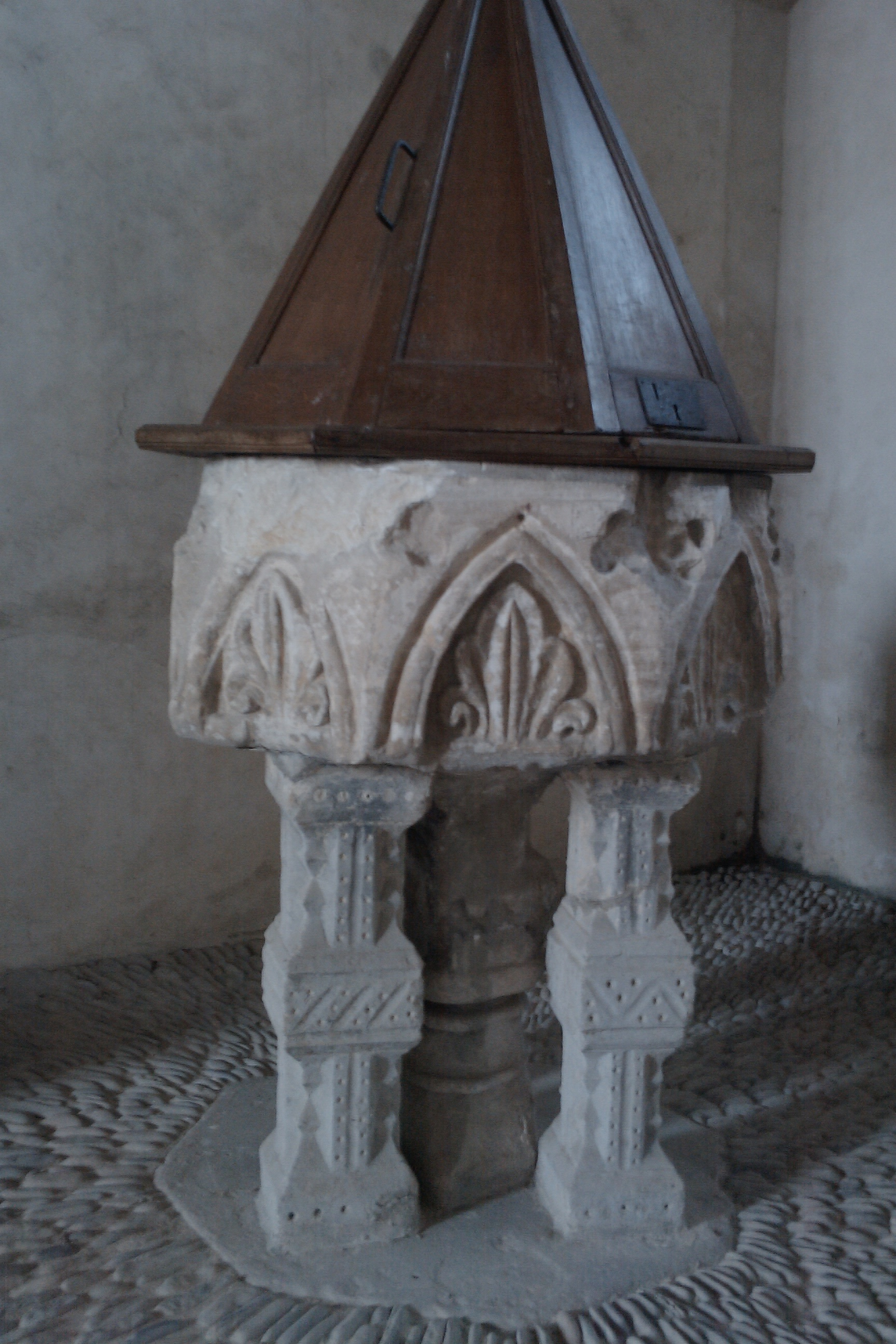
Les fonts baptismaux.
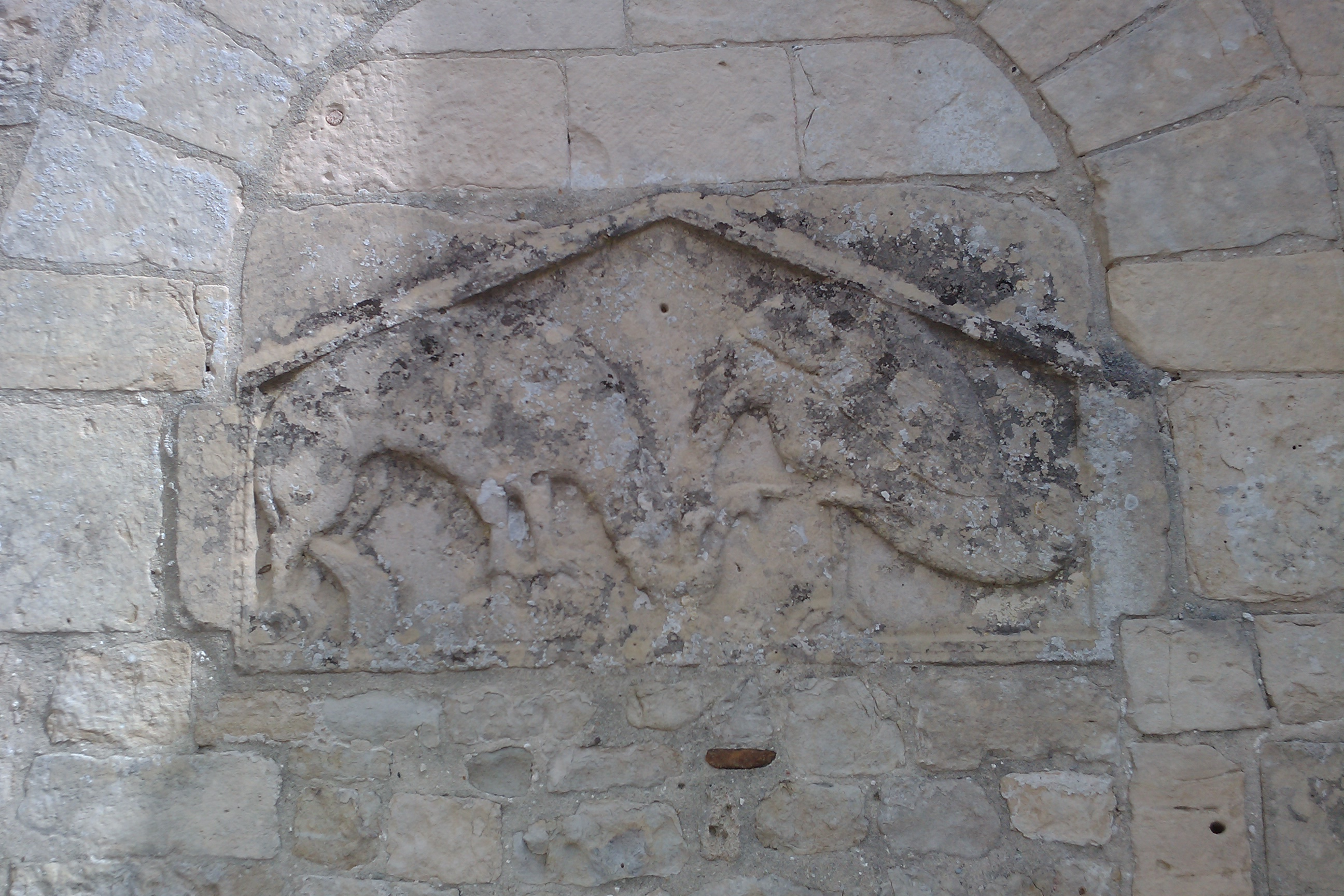
Le bas-relief Le Renard et la Cigogne.
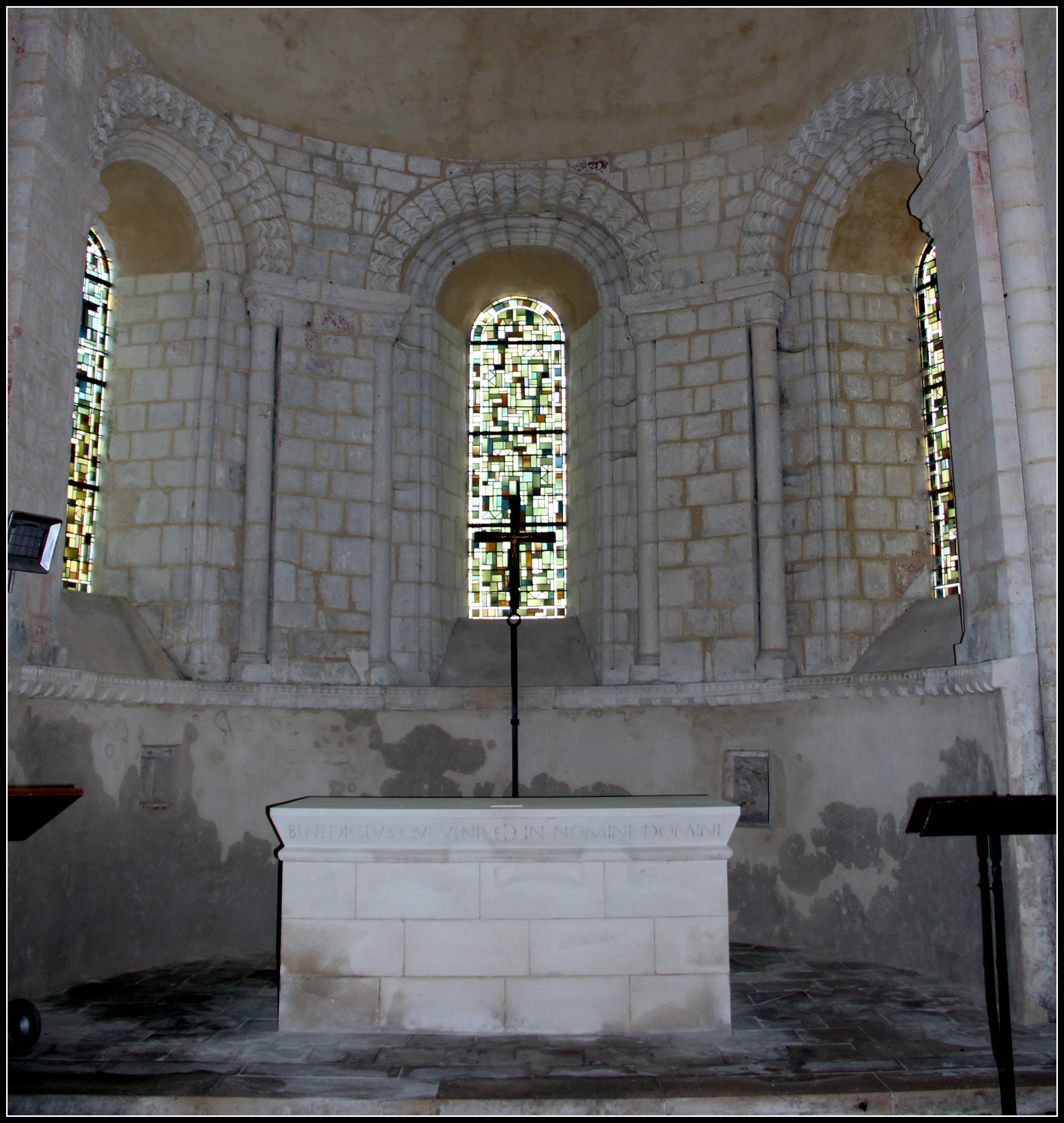
L'abside semi-circulaire.

### Autres monuments
- Ancien prieuré bénédictin relevant de l'abbaye de Cluny[27].
- Manoir de Rampan du XVIe siècle, dont le logis, les façades et les toitures des communs et le porche d'entrée sont inscrits au titre des monuments historiques[28].
- Manoir de Haubourg du XVIIe siècle, inscrit au titre des monuments historiques[29].
- Château du Bel Esnault, ou château Bellenau, dont le parc, créé par Pierre-Étienne-Joseph Lafosse (1828-1897)[30], est inscrit au titre des monuments historiques[31]. Le parc est ouvert au public en attendant la réhabilitation du château. Les annexes sont transformées en gîte.
- Musée du Carrefour de l'Homme Mort (Dead Man's Corner Museum). Ce centre historique des parachutistes du jour J est situé au carrefour de la route de Carentan à Saint-Côme-du-Mont, dans la maison même où se trouvait le quartier général puis l'infirmerie des parachutistes allemands. Cet édifice historique regroupe une collection d'uniformes et de matériels utilisés par les parachutistes américains de la 101e division aéroportée et par les parachutistes allemands du 6e régiment.
- Maison du parc naturel régional des Marais du Cotentin et du Bessin, ferme de 1952 avec une extension réalisée en 2008-2009 selon les recommandations de haute qualité environnementale. La Maison du parc présente son territoire au public au travers d'un film et d'une exposition d'une durée de deux ans (2009-2010 : Terres de bâtisseurs, 2011-2012 : Migrateurs à plumes, à poils, à écailles, 2013-2014 : Exp'EAU). Elle permet l'accès à l'espace naturel sensible des Ponts d'Ouve, un marais avec un espace ornithologique d'environ 100 hectares.
- Fontaine (1868)

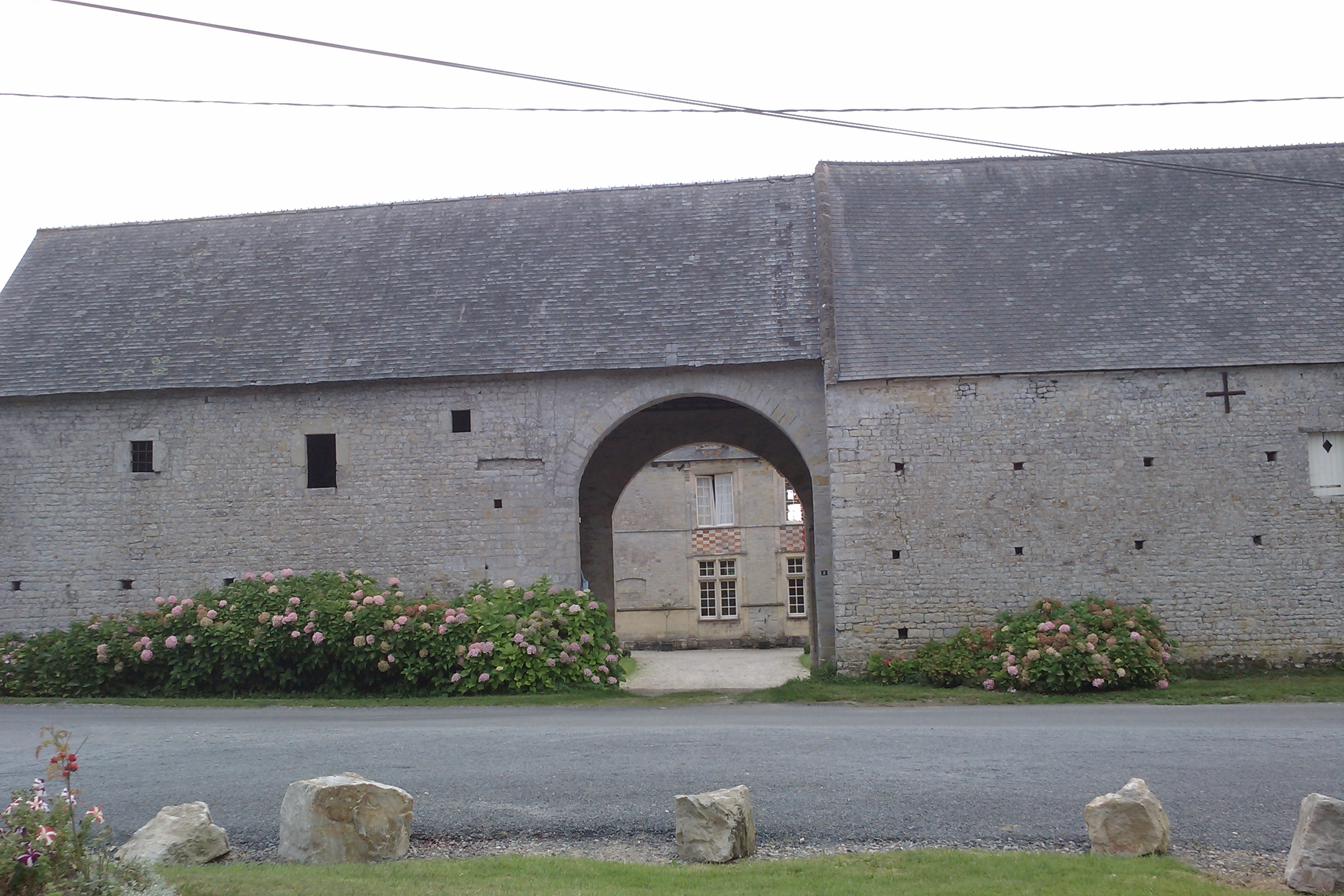
Le manoir de Haubourg.
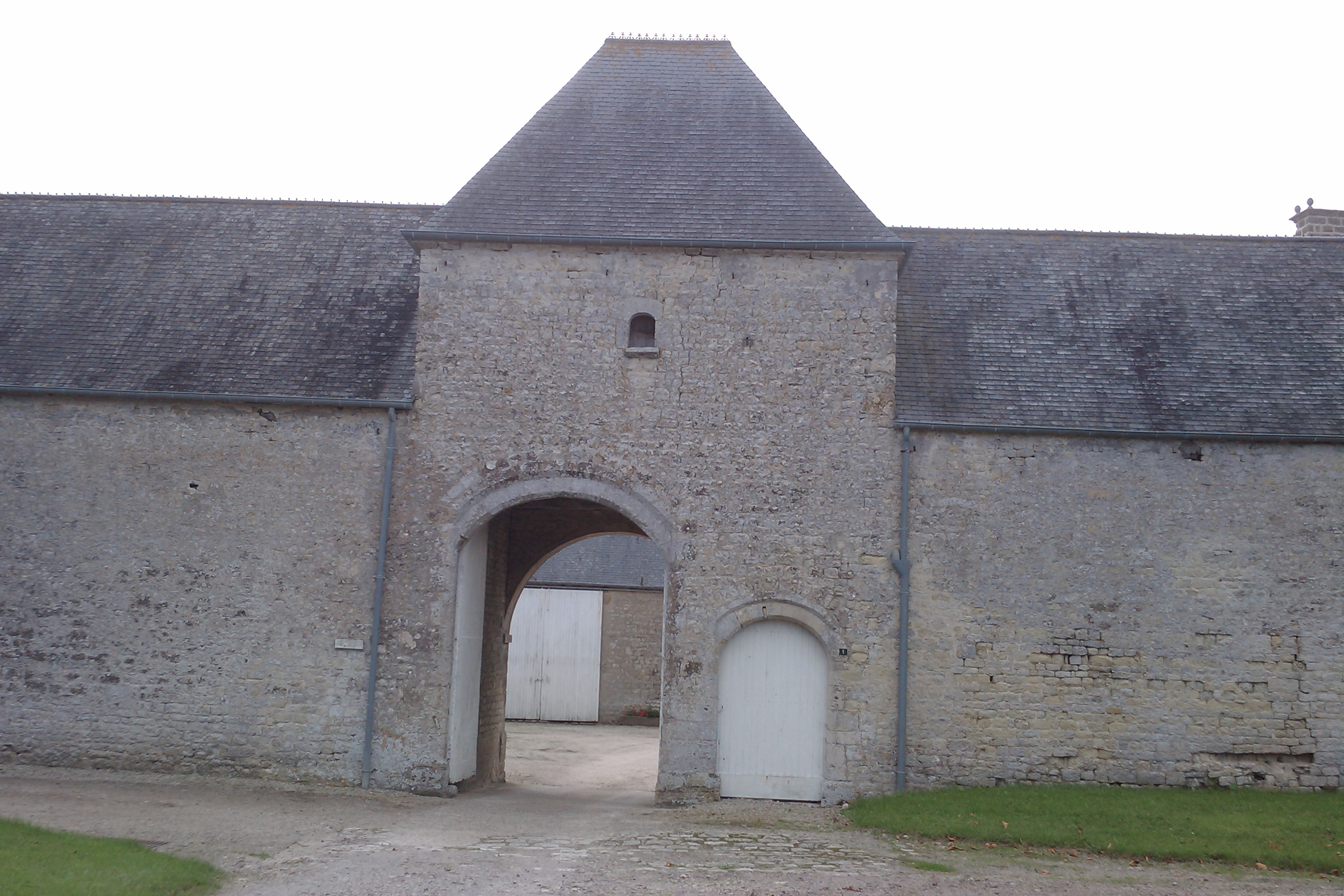
Le manoir de Rampan.
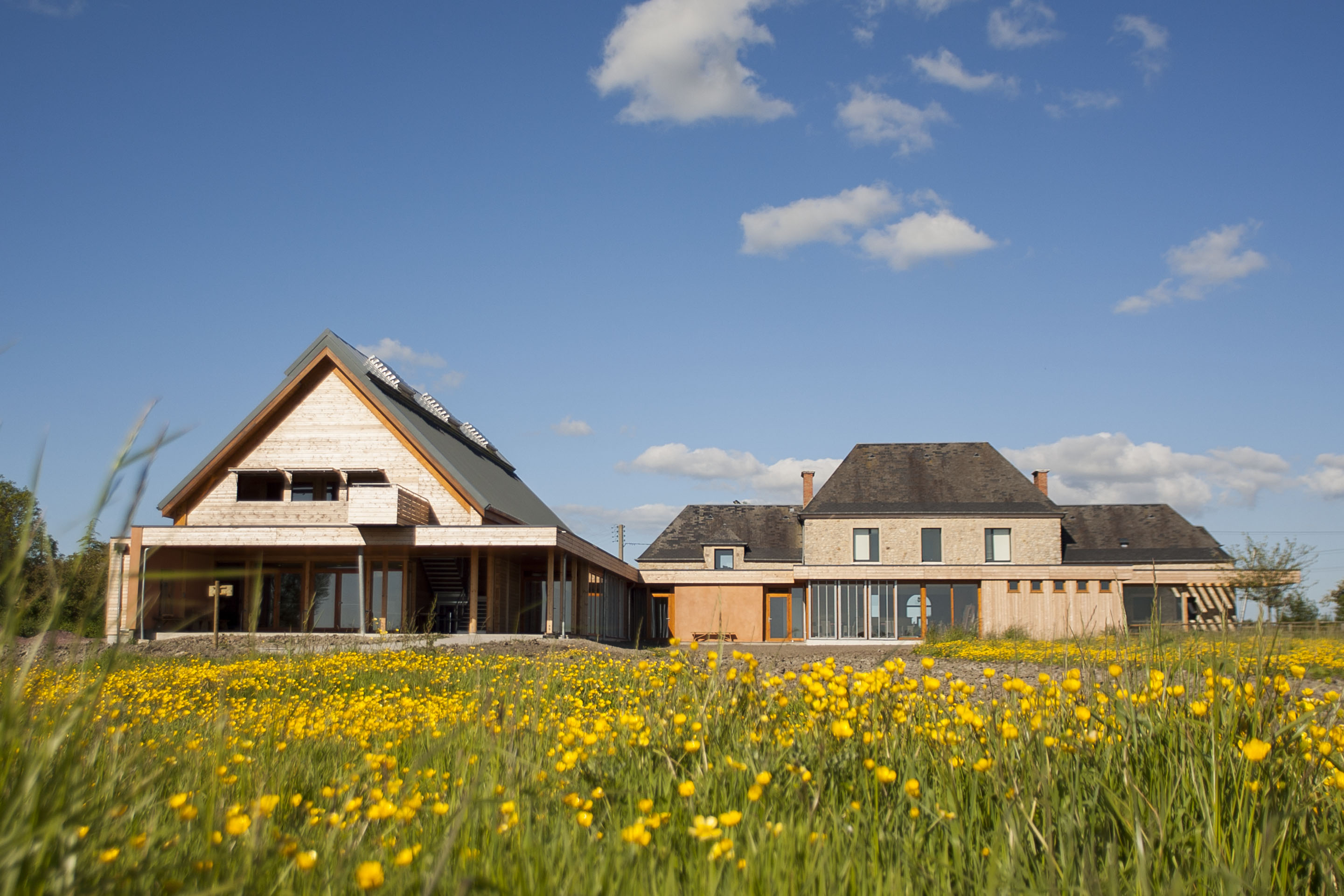
La maison du parc naturel régional des Marais du Cotentin et du Bessin.
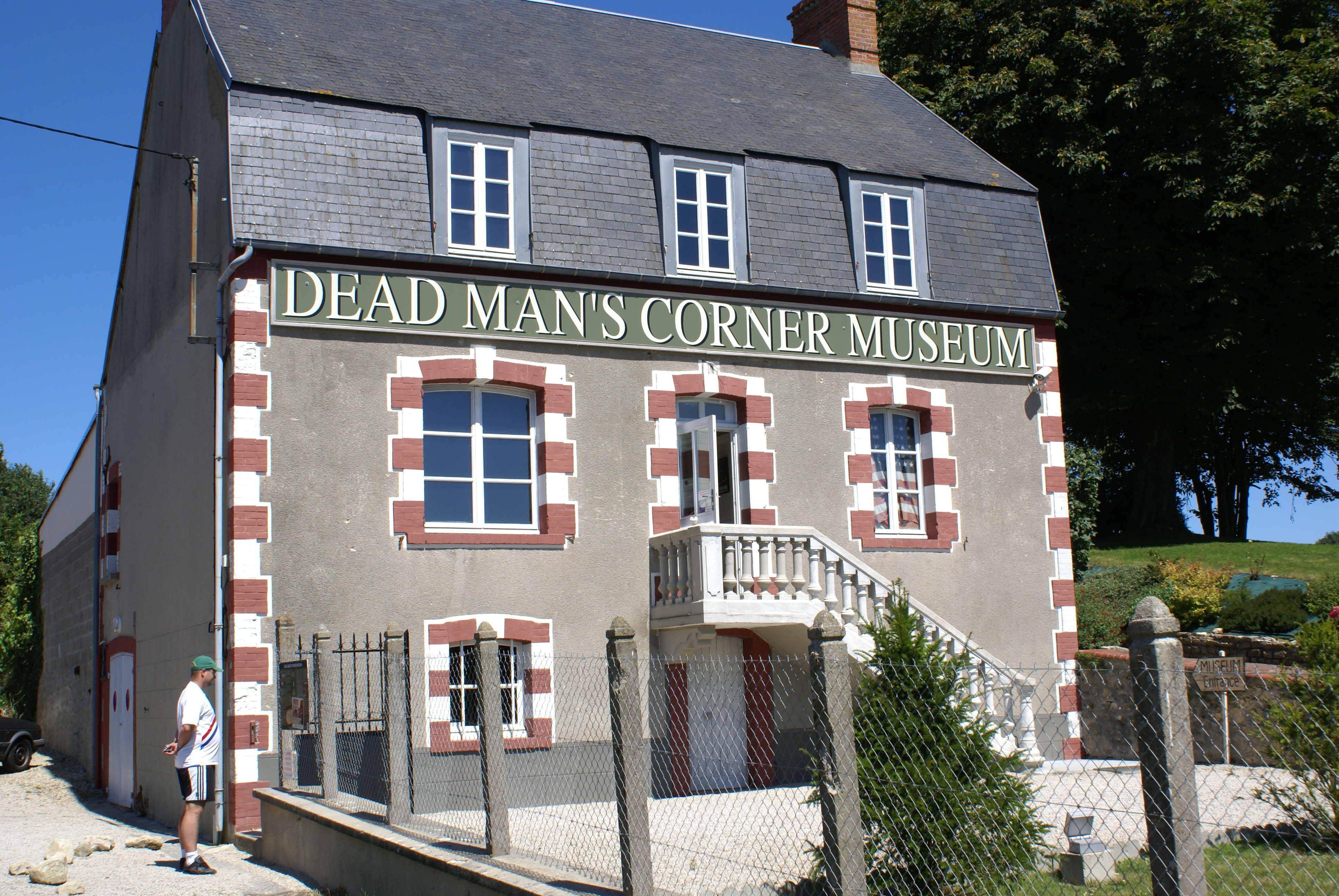
Le musée du Carrefour de l'Homme Mort.
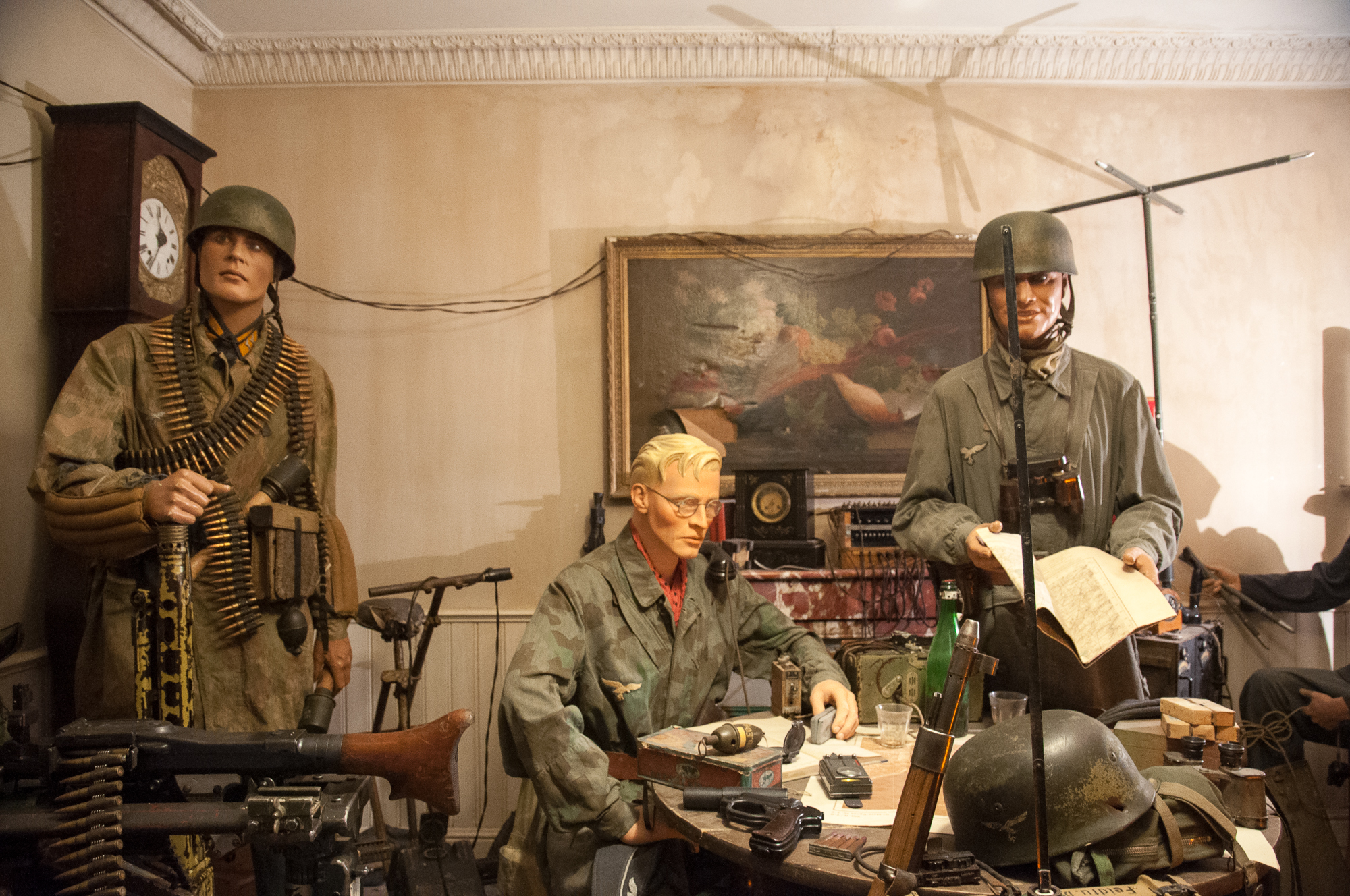
Musée des parachutistes.
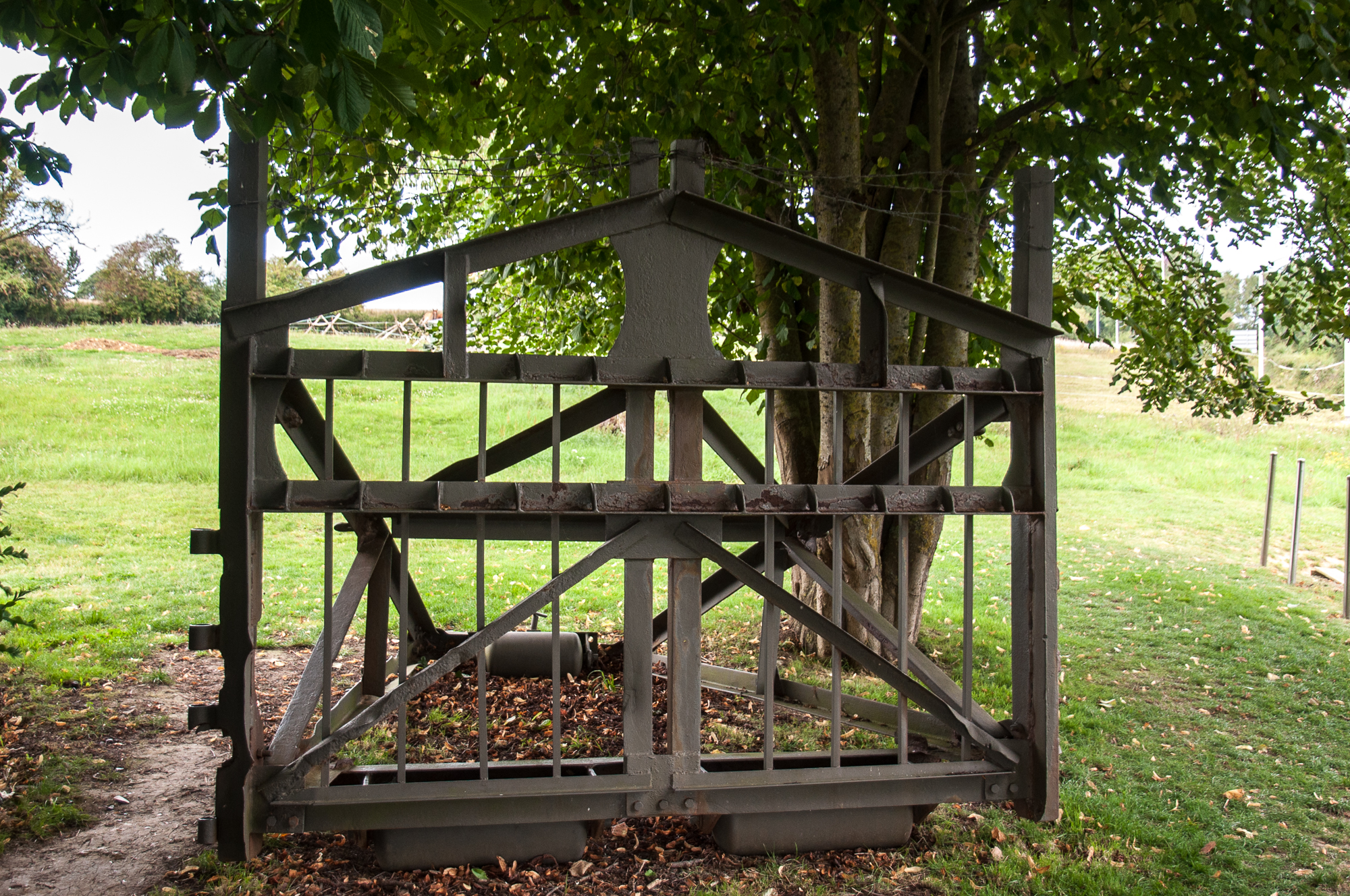
Barrière Cointet au musée des parachutistes.

## Personnalités liées à la commune
- Jacques-Pierre Avril (Saint-Côme-du-Mont, 1770 - 1859), homme politique.
- Famille Lafosse (depuis 1682).
- Famille Allix-Courboy (1675 - fin XIXe siècle).
- Famille Belin (1684 - fin XIXe siècle).
- Émile Couillard, curé du village de 1942 à 1951, ancien abbé et chanoine du Mont-Saint-Michel, auteur de La mère Poulard, ouvrage gastronomique de référence.
- Joseph Beyrle (1923-2004), soldat du 506e régiment d'infanterie parachutée de l'US Army atterri sur le clocher de l'église de Saint-Côme. Il est connu comme le seul à avoir servi à la fois l'armée américaine et l'armée soviétique lors de la Seconde Guerre mondiale.